# Самбуко (Салерно)
Самбуко је насеље у Италији у округу Салерно, региону Кампанија.
Према процени из 2011. у насељу је живело 292 становника. Насеље се налази на надморској висини од 383 м.